# Comuna de Kowiesy
Kowiesy (polaco: Gmina Kowiesy) é uma gminy (comuna) na Polónia, na voivodia de Lodz e no condado de Skierniewicki. A sede do condado é a cidade de Kowiesy.
De acordo com os censos de 2004, a comuna tem 3061 habitantes, com uma densidade 35,7 hab/km².

## Área
Estende-se por uma área de 85,63 km².

## Demografia
Dados de 30 de Junho de 2004:
|                      | Total   | Total | Mulheres | Mulheres | Homens  | Homens |
| -------------------- | ------- | ----- | -------- | -------- | ------- | ------ |
|                      | pessoas | %     | pessoas  | %        | pessoas | %      |
| População            | 3061    | 100   | 1551     | 50,7     | 1510    | 49,3   |
| Densidade (pop./km²) | 35,7    | 100   | 18,1     | 18,1     | 17,6    | 17,6   |

De acordo com dados de 2002, o rendimento médio per capita ascendia a 1145,99 zł.

## Comunas vizinhas
- Biała Rawska, Mszczonów, Nowy Kawęczyn, Puszcza Mariańska